# Диоцез Агдера и Телемарка
Диоцез Агдера и Телемарка (норв. Agder og Telemark bispedømme) — один из одиннадцати диоцезов Церкви Норвегии. Охватывает Агдер и Телемарк; насчитывает 10 пробств и 135 приходов. С 2013 года епископом диоцеза является Стейн Рейнертсен.
Кафедральным собором диоцеза является Кристиансаннский собор в центре Кристиансанна.

## История
В 1125 году южную часть епархии Бергена выделили в отдельную епархию Ставангера. В те времена границы новой епархии простирались от побережья Хёугесунна на западе до Йернстангена между Рисёром и Крагерё; позже граница протянулась до Эйдангера на востоке. Собор находился в городе Ставангер. Во время протестантской Реформации Норвегия приняла лютеранство, была основана Церковь Норвегии. Границы диоцезов остались прежними.
Однако со временем диоцез уменьшился в размерах. В 1630 году приход Эйдфьорда был передан соседнему диоцезу Бьёргвина. В 1631 году регионы Вальдрес и Халлингдаль отошли диоцезу Осло, а Осло в свою очередь передало часть Телемарка диоцезу Ставангера.
В 1682 году король Дании и Норвегии Кристиан V издал указ о переводе епископа и префекта диоцеза Ставангера в Кристиансаннский собор, который был освящён в 1646 году. Несмотря на протесты жителей Ставангера, через два года Епископский престол уже находился в Кристиансанне. Диоцез был переименован в диоцез Кристиансанна (норв. Christiansands stift).
1 января 1925 года диоцез Кристиансанна был разделён: территория в провинции Ругаланн отошла заново образованному диоцезу Ставангера, а Ставангерский собор вновь стал кафедральным; оставшиеся фюльке Эуст-Агдер, Вест-Агдер и Телемарк продолжили существовать под новым названием — диоцез Агдера. В 2005 году к названию был добавлен «Телемарк» для отражения всех фюльке, включённых в диоцез.

## Епископы
- 1681 — 1694 Якоб Йенсен Йерсин
- 1694 — 1699 Ханс Мунк
- 1699 — 1705 Людвиг Стоуд
- 1705 — 1720 Йенс Бирчерод
- 1720 — 1733 Кристофер Нироп
- 1733 — 1751 Якоб Каруп
- 1751 — 1759 Расмус Палудан
- 1759 — 1762 Йенс Кристиан Спидберг
- 1762 — 1778 Оле Тидеманд
- 1778 — 1789 Эйлер Хагеруп мл.
- 1789 — 1798 Ханс Хенрик Тюбринг
- 1798 — 1804 Педер Хансен
- 1804 — 1805 Йенс Блок
- 1805 — 1810 Йохан Майкл Кейзер
- 1811 — 1823 Кристиан Серенсен
- 1823 — 1832 Йохан Сторм Мунк
- 1832 — 1840 Матиас Сигвардт
- 1841 — 1874 Якоб фон дер Липпе
- 1874 — 1881 Йорген Энгебретсен Му
- 1882 — 1884 Йорген Йохан Тандберг
- 1885 — 1889 Якоб Свердруп Смитт
- 1889 — 1904 Йохан Кристиан Хеух
- 1904 — 1908 Гунвальд Торкильдсен
- 1908 — 1913 Кристиан Вильгельм Корен Сельдеруп ст.
- 1914 — 1930 Бернт Стёйлен
- 1930 — 1946 Джеймс Марони
- 1946 — 1951 Юханнес Смемо
- 1951 — 1957 Юханнус Смидт
- 1957 — 1973 Коре Стёйлен
- 1973 — 1983 Эрлинг Утнем
- 1983 — 1998 Хальвор Берган
- 1998 — 2012 Олав Шевесланн
- 2013 — н. в. Стейн Рейнертсен